# Morgonlandsbåda
Morgonlandsbåda är en klippa i Finland.   Den ligger i kommunen Kimitoön i den ekonomiska regionen  Åboland  och landskapet Egentliga Finland, i den södra delen av landet, 130 km väster om huvudstaden Helsingfors.
Terrängen runt Morgonlandsbåda är mycket platt.  Närmaste större samhälle är Hangö, 14,8 km öster om Morgonlandsbåda. 